# Chikka Wadderkal, Gangawati
Chikka Wadderkal là một làng thuộc tehsil Gangawati, huyện Koppal, bang Karnataka, Ấn Độ.